# Astragalus inchebroonensis
Astragalus inchebroonensis es una especie de planta del género Astragalus, de la familia de las leguminosas, orden Fabales.

## Distribución
Astragalus inchebroonensis se distribuye por Irán.

## Taxonomía
Fue descrita científicamente por Maassoumi. Fue publicada en Gen. Astragalus Iran 5: 382 (32-33, 383-384) (2005).